# Dichochrysa viridifrons
Dichochrysa viridifrons is een insect uit de familie van de gaasvliegen (Chrysopidae), die tot de orde netvleugeligen (Neuroptera) behoort. 
Dichochrysa viridifrons is voor het eerst wetenschappelijk beschreven door Hölzel & Ohm in 1999.